# ITF São Paulo
Das ITF São Paulo (offiziell: Circuito Feminino Future de Tênis) ist ein Tennisturnier des ITF Women’s Circuit, das in São Paulo, Brasilien ausgetragen wird.

## Siegerliste

### Einzel
| Jahr                   | Siegerin            | Finalgegnerin         | Ergebnis       |
| ---------------------- | ------------------- | --------------------- | -------------- |
| ↓ Kategorie: $10.000 ↓ |                     |                       |                |
| 2013                   | Roxane Vaisemberg   | Montserrat Gonzalez   | 6:4 6:2        |
| 2013-2                 | Bianca Botto        | Gabriela Cé           | 7:62, 5:7, 6:2 |
| 2013-3                 | Gabriela Cé         | Andrea Benítez        | 7:65, 7:5      |
| ↓ Kategorie: $25.000 ↓ |                     |                       |                |
| 2014                   | Stephanie Vogt      | Marina Melnikowa      | 6:1, 6:4       |
| 2014-2                 | Irina-Camelia Begu  | Alexandra Panowa      | 7:5, 4:6, 6:4  |
| 2015                   | Laura Pous Tió      | Andreea Mitu          | 6:2, 6:2       |
| 2016                   | Sara Sorribes Tormo | Andreea Mitu          | 7:5, 6:1       |
| 2017                   | Irina Chromatschewa | Laura Pigossi         | 6:2, 6:1       |
| 2018                   | Julia Grabher       | Tamara Zidanšek       | 6:4, 3:6, 6:2  |
| 2019                   | Carolina M. Alves   | Thaisa Grana Pedretti | 7:5, 6:1       |

### Doppel
| Jahr                   | Siegerinnen                               | Finalgegnerinnen                              | Ergebnis          |
| ---------------------- | ----------------------------------------- | --------------------------------------------- | ----------------- |
| ↓ Kategorie: $10.000 ↓ |                                           |                                               |                   |
| 2013                   | Raquel Piltcher Nathalia Rossi            | Melina Ferrero Ivania Martinich               | 6:3, 6:0          |
| 2013-2                 | Laura Pigossi Carolina Zeballos           | Nathalia Rossi Luisa Stefani                  | 6:3, 6:4          |
| 2013-3                 | Nathaly Kurata Eduarda Piai               | Gabriela Cé Lee Pei-chi                       | 6:1, 1:6, [10:8]  |
| ↓ Kategorie: $25.000 ↓ |                                           |                                               |                   |
| 2014                   | Beatriz García Vidagany Dinah Pfizenmaier | Mariana Duque Mariño Paula Cristina Gonçalves | 7:68, 4:6, [10:8] |
| 2014-2                 | Irina-Camelia Begu Alexandra Panowa       | María Fernanda Álvarez Terán María Irigoyen   | 6:4, 3:6, [11:9]  |
| 2015                   | Danka Kovinić Andreea Mitu                | Tatiana Búa Paula Cristina Gonçalves          | 6:2, 7:5          |
| 2016                   | Catalina Pella Daniela Seguel             | Tara Moore Conny Perrin                       | 6:3, 6:1          |
| 2017                   | Catalina Pella Daniela Seguel             | Gabriela Cé Andrea Gámiz                      | 7:5, 3:6, [10:5]  |
| 2018                   | Tara Moore Conny Perrin                   | Hsu Chieh-yu Marcela Zacarías                 | 6:4, 3:6, 13:11   |
| 2019                   | Bárbara Gatica Rebeca Pereira             | Eugenia Ganga Thaisa Grana Pedretti           | 6:2, 6:4          |

## Quelle
- ITF Homepage